# Differentiële psychologie
Differentiële psychologie, de wetenschap van de psychologische verschillen tussen mensen en hoe die vast te stellen, wordt tegenwoordig behandeld onder persoonlijkheidsleer en de psychodiagnostiek.
Differentiële psychologie is een vroege tak van psychologie, die begin 20e eeuw internationaal is opgekomen naast bijvoorbeeld de psychotechniek. Grondleggers van dit vak waren de Duitse wetenschappers Wilhelm Wundt en William Stern en de Nederlandse wetenschapper Gerard Heymans. Stern richtte zich in eerste instantie op kinder- en jeugdpsychologie en naar de psychologie van misdadigers, en later meer algemeen op het fenomeen persoonlijkheid gaan richten. Met zijn boek Die differentielle Psychologie in ihren methodischen Grundlagen het paradigma van de persoonlijkheidskenmerken grondvestigde. Heymans was de eerste die zijn typologie, ook wel de kubus van Heymans, baseerde op empirisch onderzoek. Hij gebruikte daarbij biografieën van bekende personen en enquêtes.
In eerste instantie stond deze tak van psychologie in hoog aanzien, maar zij heeft in de 2e helft van de 20e eeuw aan belang ingeboet.
Toonaangevende Nederlandse onderzoekers op dit gebied zijn Willem Hofstee en Boele de Raad, die onder andere hebben bijgedragen aan de theorie van de Big Five persoonlijkheidsdimensies.

## Publicaties
- William Stern (1911). Die differentielle Psychologie in ihren methodischen Grundlagen : Über Psychologie der individuellen Differenzen. Leipzig : Barth.
- Henri Piéron (1949). La psychologie différentielle ; Traité de psychologie appliquée
- Johannes Slikboer (1947). Mensentypen : inleiding tot de differentiële psychologie
- Anne Anastasi (1937). Differential psychology : individual and group differences in behavior. Macmillan etc.